# Voyage autour de ma marmite
Voyage autour de ma marmite est un vaudeville en un acte d'Eugène Labiche, en collaboration avec Delacour, créé au théâtre du Palais-Royal à Paris le 29 novembre 1859.
Elle a paru aux éditions Michel Lévy frères.

## Argument
Le dentiste Alzéador est amoureux de sa cuisinière, la plantureuse Prudence. Pour tenter de lutter contre cette passion adultère, il enjoint à son domestique, Jesabel, d'épouser Prudence. Mais lorsque celui-ci s'apprête à exécuter les ordres, Alzéador est pris de remords.

## Distribution de la création
| Rôle                            | Acteur          |
| ------------------------------- | --------------- |
| Alzéador, dentiste              | Étienne Pradeau |
| Jesabel, domestique             | Hyacinthe       |
| Auguste, domestique             | Lacroix         |
| Pepinsec, bourgeois             | Amant           |
| Un garçon boucher               | Ferdinand       |
| Un porteur d'eau                | Paul            |
| Prudence, cuisinière d'Alzéador | Mlle Madeline   |